# Mary Butts

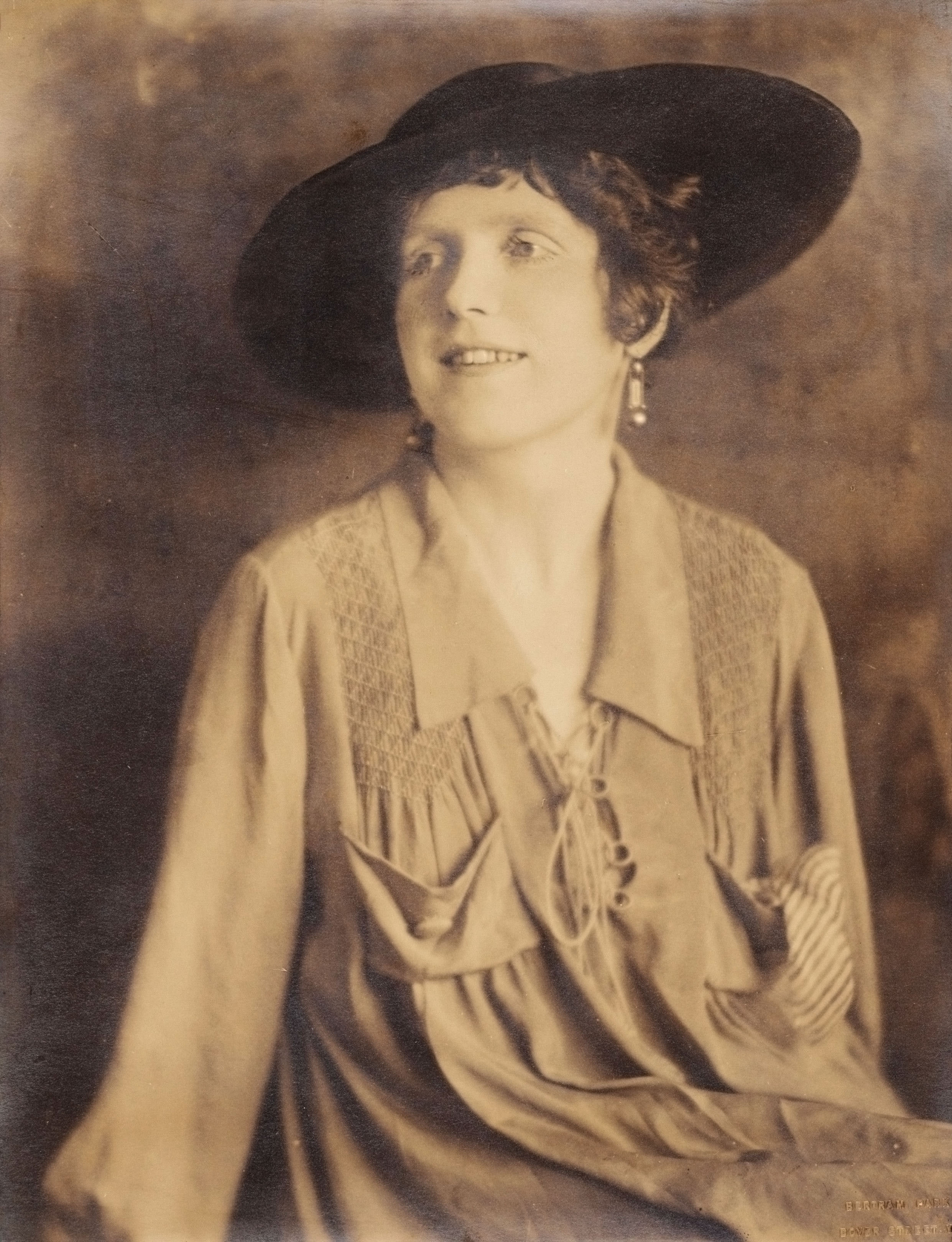
Mary Butts in 1919

Mary Franies Butts (Parkstone (Dorset), 13 december 1890 - Sennen (Cornwall), 5 maart 1937) was een Britse schrijfster en pionier van het modernisme. In 1906 werden voor het eerst een gedicht en een essay van haar gepubliceerd, maar haar doorbraak kwam pas tegen het einde van de jaren 1910. Haar werk werd toen meer en meer uitgegeven en het werd zeer goed onthaald in literaire tijdschriften, zoals The Bookman in Londen en The Little Review in Amerika. Reeds vroeg in haar carrière publiceerde ze samen met schrijvers als Ezra Pound, H.D., Gertrude Stein en James Joyce. In de jaren 1920 illustreerde Jean Cocteau haar roman in briefvorm Imaginary Letters. Vooral in de jaren 1930 was Butts zeer productief. Na haar dood raakte haar werk echter jarenlang in vergetelheid en kreeg Mary Butts niet de plaats die ze verdiende tussen haar tijdgenoten. Mary Butts werd 'herondekt' door de Britse schrijfster Nathalie Blondel en sinds de jaren 1990 wordt haar werk opnieuw uitgegeven.

## Biografie

### Jeugd en opleiding
Mary Butts werd geboren in Parkstone in Poole (Dorset) als dochter van kapitein Frederick John Butts, een veteraan van de Krimoorlog, en zijn tweede vrouw, Mary Jane Briggs. Ze bracht er haar jeugd door in Salterns, het landgoed van de familie, en tot haar vijftiende ging ze er naar de dorpsschool. Na de dood van haar vader in 1905 werd ze naar de St Leonard School for Girls gestuurd, een gerenommeerd internaat in het Schotse St Andrews. In 1909 werd ze ingeschreven in Westfield College van de Universiteit van Londen. Daar verbleef ze tot ze in 1912 werd weggestuurd, omdat ze zich niet aan de reglementen hield. In 1914 behaalde ze een Social Science Certificate aan de London School of Economics. Daarna werkte ze een tijdje voor het Children's Care Committee in Hackney en in 1916 was ze in dienst van de National Council for Civil Liberties. Vanaf toen begon ze een dagboek bij te houden en dat hield ze 21 jaar lang vol tot aan haar dood.

In Londen brak ze met haar Victoriaanse opvoeding en leefde ze als een bohemien. Ze ging om met acteurs en dansers, zoals Isadora Duncan. Ze stond vaak model voor schilders, onder wie Gladys Hynes, Nina Hamnett en Roger Fry. Velen uit de literaire avant-garde, onder wie Ezra Pound, Wyndham Lewis en Ford Madox Ford, behoorden tot haar sociale kring.
Haar sociale werkzaamheden brachten haar ook in contact met de suffragettebeweging en ze was bevriend met de feministe Wilma Meikle en andere goed opgeleide jonge vrouwen, voor wie seksuele vrijheid een belangrijk onderdeel was van intellectuele en politieke gelijkheid. In het midden van de jaren 1910 woonde Mary Butts een paar jaar samen met Eleanor Rogers, met wie ze brak toen ze verliefd werd op de schrijver en uitgever John Rodker. Net zoals veel van haar vrienden verzette Rodker zich tegen de Eerste Wereldoorlog en daardoor bracht hij een groot deel van 1917 in de gevangenis door. In 1918 trouwden Butts en Rodker en beheerden ze samen zijn uitgeverij Ovidius Press.

### Jaren 1920
In 1920 werd hun dochter Camilla Elizabeth Rodker geboren. Amper drie maanden later verliet Mary Butts haar echtgenoot, liet Camilla achter bij een vriendin in Londen en vertrok naar Parijs met Cecil Maitland, een Schotse kunstenaar en oorlogsveteraan. Butts en Maitland waren allebei geïnteresseerd in magie en het occulte. Ze brachten de zomer van 1921 door in Aleister Crowleys Abbey of Thelema in het Siciliaanse Cefalu. Rond deze tijd begon ze regelmatig drugs te gebruiken en tot het einde van haar leven bleef ze verslaafd aan opium. Butts bracht het grootste deel van de jaren 1920 door op feestjes en in nachtclubs en ze verbleef afwisselend in Parijs en Londen. Ze frequenteerde schrijvers en kunstenaars in het zuiden van Frankrijk en in Bretagne en ze was onder meer bevriend met Jean Cocteau en Peggy Guggenheim. In 1925 verliet ze Maitland en nam ze Camilla mee naar Frankrijk, waar ze haar achtereenvolgens bij verschillende mensen onderbracht. In 1927 scheidde ze officieel van Rodker en Camilla werd vanaf het einde van 1928 opgevoed in Parkstone door haar groottante Ada Briggs. In datzelfde jaar leerde Butts de kunstenaar Gabriel Atkin kennen.

### Jaren 1930
Butts en Atkin trouwden in 1930 in Londen en woonden afwisselend daar en in Newcastle. Twee jaar later verhuisden ze naar Sennen, een dorpje in Cornwall. Deze periode was de vruchtbaarste uit haar schrijverscarrière. Ze schreef toen een aantal romans, veel verhalen en essays, boekbesprekingen en haar memoires in The Crystal Cabinet, dat postuum werd gepubliceerd. Haar woelige huwelijk liep in 1934 definitief op de klippen. Ze keerde terug naar het christelijk geloof en haar beste vriend tijdens deze periode was Angus Davidson, die ze aanduidde als beheerder van haar literaire nalatenschap. Op 5 maart 1937 overleed Mary Butts na een spoedoperatie vanwege een gebarsten appendicitis.

## Oeuvre
Het werk van Mary Butts is van een buitengewone en mystieke kwaliteit. Haar verhalen werden en worden vergeleken met die van Henry James, Marcel Proust, D. H. Lawrence, en Katherine Mansfield. Haar werk is echter zo individualistisch, dat het moeilijk onder te brengen is in een categorie. Het is zowel poëtisch als magisch en in haar verhalen verkent ze de eigentijdse wereld met een blik die tevens een voorbode is van de toekomst. Met een prachtig en complex woordgebruik schept Butts krachtige vrouwelijke personages en ze behandelt seksualiteit, en in het bijzonder homoseksualiteit, met een openheid en eerlijkheid die zeldzaam is voor haar tijd. Ze publiceerde een aantal romans, waaronder twee klassieke, een autobiografie van haar kindertijd, een heleboel gedichten, essays en recensies, en drie bundels korte verhalen.

### Romans
- Ashe of Rings (1926)
- Imaginary Letters (1926)
- Armed with Madness (1928)
- The Macedonian (1931)
- The Death of Felicity Taverner (1932)
- Scenes from the Life of Cleopatra (1933)
- The Crystal Cabinet: My Childhood at Salterns (1937)

### Bundels korte verhalen
- 1923 Speed the Plough and other stories
  - In Bayswater
  - The Saint
  - Bellerophon To Anteia
  - Angele au Couvent
  - In the Street
  - The Golden Bough
  - In the South
  - Madonna of the Magnificat
- 1932 Several Occasions
- 1938 Last stories

De Mary Butts Papers zijn eigendom van de Beinecke Rare Book and Manuscript Library, Yale University.